# Tubiceroides
Tubiceroides är ett släkte av tvåvingar. Tubiceroides ingår i familjen puckelflugor.
Kladogram enligt Catalogue of Life:
| Tubiceroides | \| \| Tubiceroides cornutus \| \| \| \| \| \| Tubiceroides dimidiatus \| \| \| \| |
|              | \| \| Tubiceroides cornutus \| \| \| \| \| \| Tubiceroides dimidiatus \| \| \| \| |
|              | Tubiceroides cornutus                                                             |
|              |                                                                                   |
|              | Tubiceroides dimidiatus                                                           |
|              |                                                                                   |